# Mellitidia tomentifera
Mellitidia tomentifera är en biart som först beskrevs av Heinrich Friese 1909.  Mellitidia tomentifera ingår i släktet Mellitidia och familjen vägbin. Inga underarter finns listade i Catalogue of Life.

## Bildgalleri

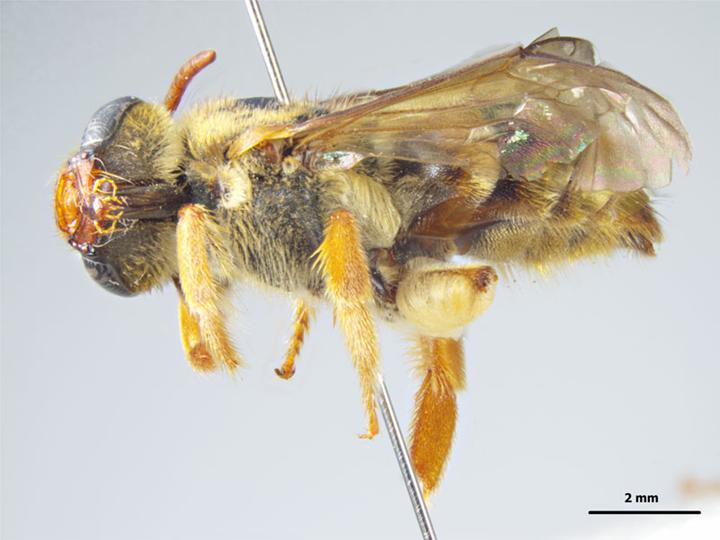
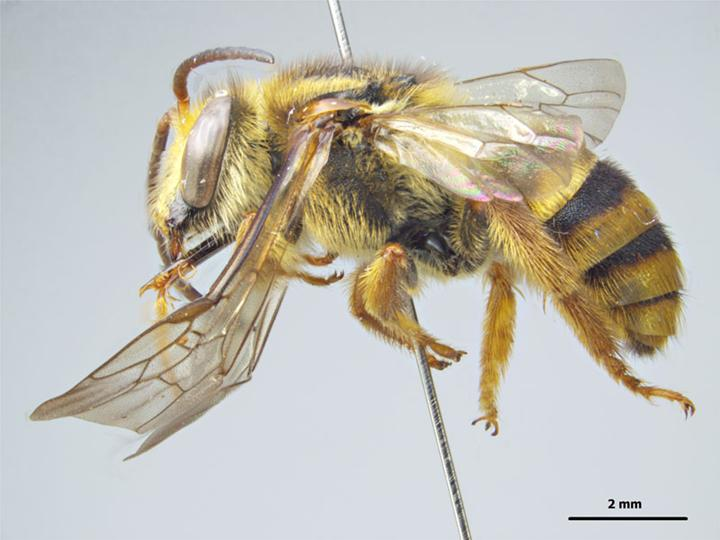
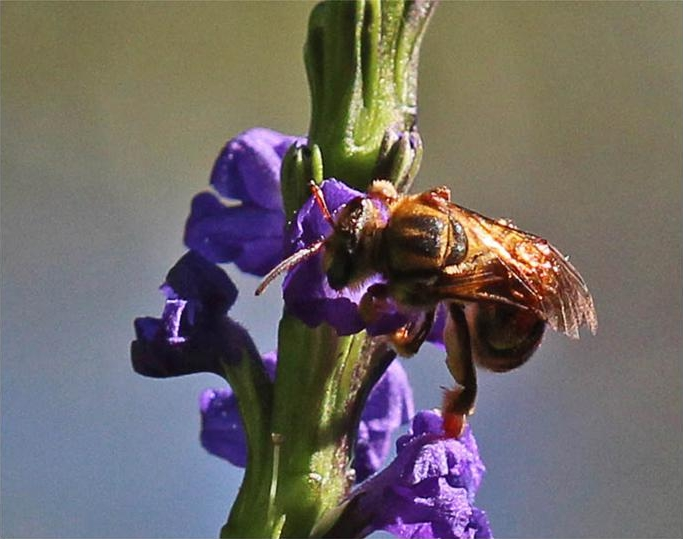